# باختاكور طشقند
نادي باختاكور طشقند لكرة القدم (بالأوزبكية: Paxtakor futbol klubi)‏‎ هو نادي كرة قدم أوزبكي مقره العاصمة طشقند، ويلعب في دوري السوبر الأوزبكي. كلمة باختاكور تعني حرفيًا مزارع القطن.

## التاريخ
تأسس نادي باختاكور في 8 أبريل عام 1956، في عهد الاتحاد السوفييتي السابق، ولعب أولى مبارياته الرسمية مع فريق مدينة مولوتوف الروسية. وفي عام 1959 تم تصنيف الفريق ضمن فرق الدوري السوفييتي وكان وقتها هو الفريق الوحيد من منطقة أوزبكستان ويلعب في الدوري السوفييتي، ولعب خلالها متنقلا بين فرق الدرجة الأولى للدوري وبين فرق دوري المقدمة السوفييتي وحقق المركز السادس كأفضل مركز له خلال الستينات الميلادية. وكرر نفس المركز خلال فترة الثمانينات الميلادية.

## كارثة عام 1979
عاد فريق باختاكور لدوري المقدمة السوفييتي قادما من دوري الدرجة الأولى وذلك في عام 1979، ولكن مُحبّي الفريق، والرياضيين السوفييت فُجعوا بالكارثة التي وقعت للفريق، حيث تحطّمت الطائرة المقلّة للفريق استعدادا لملاقاة فريق دينمو مينسك لكرة القدم، جراء حادث تصادم جوي.
حيث قُتل جميع ركاب الطائرة نتيجة الحادث ومنهم 17 شخصا من أعضاء الفريق.

### فريق ابنة الرئيس
تعتبر جولنارا كاريموفا ابنة الرئيس إسلام كريموف المسؤولة خلف صعود النادي والأموال الطائلة التي يصرفها. تعتبر المعارضة رعاية النظام لهذا الفريق «جزء من حملة يقودها الرئيس لكسب شعبية لابنته» وإن النظام «يحاول كسب الشعبية من خلال طريقة الخبز والسيرك».

## بطولات
- بطولة الدرجة الأولى (الدوري السوفييتي 1972)
- دوري أوزبكستان لكرة القدم 1992 (المركز الأول)
- دوري أوزبكستان لكرة القدم 1998 (المركز الأول)
- دوري أوزبكستان لكرة القدم 2002 (المركز الأول)
- دوري أوزبكستان لكرة القدم 2003 (المركز الأول)
- دوري أوزبكستان لكرة القدم 2004 (المركز الأول)
- دوري أوزبكستان لكرة القدم 2005 (المركز الأول)
- دوري أوزبكستان لكرة القدم 2006 (المركز الأول)
- دوري أوزبكستان لكرة القدم 2007 (المركز الأول)
- دوري أوزبكستان لكرة القدم 2008 (المركز الثاني)
- كأس أوزبكستان 1993 (المركز الأول)
- كأس أوزبكستان 1997 (المركز الأول
- كأس أوزبكستان 2001 (المركز الأول)
- كأس أوزبكستان 2002 (المركز الأول)
- كأس أوزبكستان 2003 (المركز الأول)
- كأس أوزبكستان 2004 (المركز الأول)
- كأس أوزبكستان 2005 (المركز الأول)
- كأس أوزبكستان 2006 (المركز الأول)
- كأس أوزبكستان 2007 (المركز الأول)
- كأس أوزبكستان 2009 (المركز الأول)

## اللاعبين
| الرقم |              | المركز | اللاعب             |
| ----- | ------------ | ------ | ------------------ |
| 1     | أوزبكستان    | حارس   | الدور تادجيباييف   |
| 12    | أوزبكستان    | حارس   | إغناتي نستروف      |
| 30    | أوزبكستان    | حارس   | تيمور جوراييف      |
| 2     | أوزبكستان    | مدافع  | ارول ريسكولاييف    |
| 3     | أوزبكستان    | مدافع  | راحمتولو بيرديمردف |
| 4     | صربيا        | مدافع  | بوجان ميلادينوفك   |
| 5     | أوزبكستان    | مدافع  | أسرور عليكولوف     |
| 19    | أوزبكستان    | مدافع  | إسلوم إنوموف       |
| 24    | أوزبكستان    | مدافع  | انزور اسمايلوف     |
| 27    | أوزبكستان    | مدافع  | إلهومجون سويونوف   |
|       | أوزبكستان    | مدافع  | كاموليتدين تادجييف |
|       | أوزبكستان    | مدافع  | انفار بيرديمحمدوف  |
| 7     | الجبل الأسود | وسط    | داركو ماركوفيتش    |
| 8     | أوزبكستان    | وسط    | اكمل هولمتوف       |
| 11    | أوزبكستان    | وسط    | صدرالدين ابدلييف   |

| الرقم |           | المركز | اللاعب             |
| ----- | --------- | ------ | ------------------ |
| 14    | أوزبكستان | وسط    | شيزود كريموف       |
| 16    | أوزبكستان | وسط    | اندري اكوباينت     |
| 20    | أوزبكستان | وسط    | آلدار ماغديف       |
| 22    | أوزبكستان | وسط    | رينات باريراموف    |
| 25    | أوزبكستان | وسط    | عادل احمدوف        |
| 26    | أوزبكستان | وسط    | ديلشوت شاروفتدينوف |
| 28    | أوزبكستان | وسط    | ستانيسلاف اندرييف  |
|       | البرازيل  | وسط    | فابيو بينتو        |
|       | أوزبكستان | وسط    | نادر كازيباييف     |
|       | أوزبكستان | وسط    | فاديسلاف كيريان    |
| 10    | أوزبكستان | مهاجم  | فارهود تادجييف     |
| 15    | أوزبكستان | مهاجم  | ألكساندر غينريخ    |
| 23    | أوزبكستان | مهاجم  | اليشر ازيزوف       |
| 29    | أوزبكستان | مهاجم  | زين الدين تاجدييف  |
|       | أوزبكستان | مهاجم  | سنات شايهوف        |
|       | نيجيريا   | مهاجم  | اوتش اهرومي        |